# أمينوغليكوزيد
أمينوغليكوزيد أو أمينوجليكوسيدية (بالإنجليزية: Aminoglycoside antibiotic)‏ هي عائلة من المضادات الحيوية التي تتكون من جزيء الأمينوغليكوزيد الذي يتكون من جزيء سكري وحمض أميني ومن هنا جاء الاسم (أمينو = حمض أميني) (غليكو = سكر).

ستربتوميسينستربتوميسين

كثير من عقاقير الأمينوغليكوزيد تعمل كمضاد حيوي (مضاد بكتيريا) وتساعد على تعطيل بناء البروتين داخل البكتيريا.
كما أن بعض الأمينوغليكوزيدات تستخدم كعقارات للعلاج الكيميائي المستخدم في الأمراض السرطانية
تتميز الأمينوغليكوزايدات المستخرجة من جنس البكتيريا الستربتوميسية باللاحقة «ـمايسين» (مثال: ستربتوميسين)

## طريقة العمل
تعمل الأمينوغليكوزايدات من خلال تعطيل بناء البروتين داخل البكتيريا من خلال ارتباط الدواء بالوحدة 30S (بالإنجليزية: 30S Ribosomal Subunit)‏ من الرايبوزوم البكتيري؛ الأمر الذي يعيق تجميع الأحماض الأمينية وتحويلها إلى بروتين وبالتالي تكاثر البكتيريا ويجعلها أكثر عرضة للقتل. بالتالي فإن الأمينوغليكوزايدات لا تقتل البكتيريا ولكن تقوم بتجميد نموها.

## البكتيريا المستهدفة
يستهدف العقار البكتيريا الهوائية السلبية التصبغ لصبغة جرام Gram Negative التي تسبب طيفا واسعا من الأمراض من ذات الرئة إلى التهاب المسالك البولية.
كما يستهدف العقار البكتيريا المسببة لأمراض الطاعون والسل التوليريميا.
إضافة لذلك؛ نرى للأمينوغليكوزيد تأثيرا على البكتيريا موجبة التصبغ لصبغة جرام ولكن استعمالها محدود وذلك لوجود مضادان حيوية أخرى أكثر فاعلية وأقل سمية منها.
يستخدم الجنتامايسين إلى جانب البنسلين في علاج التهاب الشغاف (التهاب بطانة القلب)

## استخدامات تجريبية
بدأ حديثا استخدام عقار الأمينوغليكوزيد تجريبيا في علاج مرض التليف الكيسي. من المعلوم أن 90 % من حالات الإصابة بمرض التليف الكيسي ناتجة عن تحور في الجين المسمى " منظم موصلية التليف الكيسي عبر الغشاء (CFTR) الذي يقوم بإنهاء مبكر لعملية ترجمة الرنا حمض نووي ريبوزي إلى سلاسل من الأحماض الأمينية مما ينتج بروتينات (CFTR) غير فعالة. يعتقد بأن الجنتامايسين يقوم من خلال تأثيره على الريبوزومات بتلافي حدوث الإنهاء المبكر لعملية الترجمة وبالتالي يساعد على إنتاج بروتينات (CFTR) فعالة وبطول طبيعي.

## مقاومة العقار
من أهم المشاكل التي تواجه الطب هي مقاومة البكتيريا والأحياء الدقيقة للمضادات الحيوية. وفي حالة عقار الأمينوغليكوزيد فإن أهم الأسباب التي تقلل من فاعلية الدواء هي:
1. الحد من امتصاص الدواء إلى داخل البكتيريا.
2. تحوير المستقبلات على الوحدة 30S الموجودة في الريبوزوم والتي يعمل الأمينوغليكوزيد عليها.
3. تصنيع البكتيريا لإنزيمات تدمر بنية الأمينوغليكوزيدات وبالتالي تبطل عملها.

## طرق إعطاء العقار
الأمينوغليكوزيدات مركبات شديدة القطبية وبنيتها تحتوي الكثير من الشوارد السلبية مما يجعل امتصاصها عن طريق جهاز الهضم شديد الصعوبة. لهذا تعطى الأمينوغليكوزيدات حقنا وريدياً أو عضلياً للاستخدام الجهازي، ويعطى بعضها عن طريق الفم لمعالجة الأمراض الجرثومية المعوية، ويمكن أن تدخل في تركيب المراهم الجلدية. بعض الأمينوغليكوزيدات شديد السمية كالنيوميسين لذا فاستخدامه محدود للاستطبابات الموضعية (مثال: كريم فوق الجلد). يستخدم النيوميسين أيضا فمويا في حالات اعتلال الكبدي الدماغي لغرض تطهير الجهاز الهضمي.

## توزع الدواء داخل الجسم
نافذية الدواء إلى الأنسجة الحيوية مختلفة بسبب بنيته القطبية. ولا يصل تركيزه في السائل المخي النخاعي إلى مستويات علاجية مما يحد من استعماله في أمراض التهاب السحايا. يتواجد الدواء بتراكيز عالية داخل قشرة الكلية وسوائل اللمف المحيطي واللمف الداخلي في الأذن مما يساهم في إحداث الأعراض الجانبية للأمينوغليكوزيدات. جميع الأمينوغليكوزيدات تستطيع عبور المشيمة والتركز في أنسجة الجنين وأعضائه مما يجعل استعماله أثناء الحمل محظورا.

## طرح الدواء
يطرح الدواء دون مروره بأي عمليات أيض في الجسم ويكون طرحه في البول من خلال الارتشاح الكبيبي.

## تأثيرات جانبية / سمية العقار
ترتبط سمية الأمينوغليكوزيد بالجرعة العلاجية المستخدمة؛ فكلما زادت الجرعة؛ زادت احتمالية حدوث التسمم وزادت حدة أعراضه. ولذلك تحدد الجرعة بالاستناد إلى وزن جسم المريض. لوحظ بأن الاستخدام المتزامن للسيفالوسبورين يزيد من خطورة السمية على الكلى كما أن الاستخدام المتزامن لمدارت البول العروي مدر بول عروي يزيد من خطورة السمية على الأذن. لذلك يجدر مراقبة نسبة الكرياتينين طوال فترة التداوي بالأمينوغليكوزيدات.

### السمية على الأذن
مرتبطة بشكل مباشر بتركيز الدواء في البلازما (مصل الدم) وطول مدة التداوي. أحيانا يكون فقدان السمع غير قابل للعكس وكثيرا ما يشاهد لدى الأجنة التي تعرضت للعقار أثناء فترة الحمل. يؤدي تأثيره على الجهاز الدهليزي في الأذن والمسؤول عن التوازن إلى الشعور بالدوار وفقدان التوازن.

### السمية على الكلى
تركز الدواء في القشرة الكلوية يسبب أضرارا تتراوح ما بين اعتلال طفيف في وظائف الكلى إلى فشل كلوي تام.

### الشلل العصبي العضلي
ويحدث غالبا بعد إدخال جرعات عالية من الأمينوغليكوزيدات داخل الصفاق (في التجويف البطني) أو داخل الجنبة (في التجويف الصدري). يؤدي ذلك إلى تقليل إفراز الأستيل كولين من النهايات العصبية قبل المشبكية وإنقاص حساسية مستقبلات الأستيل كولين على الأعصاب عقب المشبكية. التدخل السريع عبر إعطاء المريض جلوكونات الكالسيوم أو عقار النيوستاغمين يمكن أن يبطل الشلل العصبي العضلي.

### رد فعل ألرجي (حساسية)
يمكن للأمينوغليكوزيدات - كما لأي عقار طبي - أن يسبب
رد فعل حساسي وقد يشاهد هذا العارض مع استعمال الكريمات التي تحتوي على النيومايسين.